# Juncaceae
Le Giuncacee (Juncaceae Juss., 1789) sono una famiglia di piante monocotiledoni dell'ordine Poales, che comprende 8 generi con circa 400 specie, tipiche degli ambienti umidi e palustri delle regioni temperate o fredde.

## Descrizione
Sono generalmente piante erbacee annuali o perenni, dotate di rizomi striscianti, fusti eretti cilindrici, foglie lineari guainanti, spesso munite di ligula, e riunite in ciuffi basali.
I fiori ermafroditi sono generalmente piccoli, e raccolti in cime pluriflore, raramente isolati, con 6 tepali membranosi, 6 stami, ovario supero uni-triloculare con 3 carpelli. I fiori sono portati in infiorescenza ad antela terminale (pannocchie con rami laterali più sviluppati dei rami principali). All'ascella dell'antela spesso è presente una brattea (superante o no l'infiorescenza) con aspetto simile a una foglia oppure cilindrica (talvolta rigida e con terminazione spinosa) tanto da sembrare il prolungamento del fusto.
I frutti sono delle capsule.

## Biologia
Si riproducono generalmente per impollinazione anemofila, in alcuni casi entomofila.

## Tassonomia
La famiglia comprende i seguenti generi:
- Distichia Nees & Meyen
- Juncus L.
- Luzula DC.
- Marsippospermum Desv.
- Oreojuncus Záv.Drábk. & Kirschner
- Oxychloe  Phil.
- Patosia Buchenau
- Rostkovia Desv.

In Italia vivono spontanee circa 40 specie raccolte nei generi Juncus (foglie giunchiformi, senza ciglia, capsula triloculare con semi numerosi) e Luzula (foglie con lamina piana - raramente giunchiforme - ciliata sul margine - almeno alla base -, capsula uniloculare con 3 semi).

## Usi
Le Giuncacee vengono utilizzate per fare canestri o impagliare sedie (Juncus effusus),  per la produzione di cordami (Juncus maritimus), o come piante ornamentali come bordure di specchi d'acqua o in stagni e laghetti.